# Mathew Anden
Mathew Anden, eigentlich Mathias Schreiner, auch Mathew T. Anden oder Matthew Anden (* 23. November 1942 in Berlin; † 19. Juli 1985 in New York City) war ein deutscher Fernseh-, Film- und Theaterschauspieler in den USA.

## Leben
Anden wurde 1942 in Berlin geboren und entstammt einem jüdischen Elternhaus. Er war der Sohn von Katharina Schreiner und wurde von seiner Tante, Yoshi Schreiner, adoptiert, da seine Mutter in einem russischen Gulag war. Mit seiner Tante kam er 1957 in die USA, wo er bereits als Teenager begann, Theater zu spielen, seine deutsche Staatsangehörigkeit ablegte und amerikanischer Staatsbürger wurde, er nannte sich fortan Mathew Anden.
Im Fernsehen war er nur sehr selten zu sehen, so spielte er eine Gastrolle in der Serie Die Waltons. Er spielte im Laufe seiner Laufbahn nur in vier Kino- bzw. Spielfilmen mit, davon wurde einer in seiner Heimat Deutschland gedreht. Er spielte mit Schauspielern wie Paul Newman, Burt Reynolds und Ryan O’Neal sowie in Deutschland mit Nicole Heesters. Auch in diversen deutschen Krimiserien der späten 1970er Jahre und frühen 1980er Jahren war er in Gastrollen zu sehen.
Anden starb am 19. Juli 1985 an den Folgen von Magenkrebs und Aids. Er war homosexuell und einer der ersten deutschen Schauspieler, die an Aids starben.

## Trivia
Anden sprach akzentfrei Englisch und war eng mit dem amerikanischen Kinderbuchautor Arnold Lobel (1933–1987) befreundet. Die deutsche Synchronisation der Stimme der Figur Simon aus David und Lisa, der von Anden dargestellt worden war, übernahm Ulli Lommel.

## Theaterschauspieler
Er spielte an Theatern in Minneapolis, Maine, New Orleans, Boston oder Detroit auch zahlreiche Hauptrollen.
Seine Zeit von 1970 bis 1972 an diversen Theatern in Baltimore war mit seine beste, so spielte er unter der Regie von John Lithgow sr. 1971 in „The beaus Strategem“ von George Farquhar oder in Die Verfolgung und Ermordung Jean Paul Marats dargestellt durch die Schauspielgruppe des Hospizes zu Charenton unter der Anleitung des Herrn de Sade 1970, von Peter Weiss.
Seine bedeutendste Rolle hatte er in der Off-Broadway-Produktion der Dreigroschenoper, aufgeführt 1965, in der er die Rolle des Finch spielte. Das Stück wurde im New City Center aufgeführt, komplett in Deutsch.
Zu den bedeutendsten Theaterstars, mit denen er auf der Bühne stand, gehörten Gail Strickland, Joyce van Patten und Diana Scarwid, Tyne Daly und Hurd Hatfield.
Andere Aufführungen waren Rollen in Max Frischs Andorra 1972, Cock a doodle dandy als One-Eye-Larry 1974 oder in Gethsemane Springs 1977 als David.
Anden tat sich auch als Dramatiker hervor; er schrieb das Stück „Two Sisters“, dass 1979 Erstaufführung hatte und indem er die Hauptrolle spielte.
Er spielte in Stücken von Harvey Perr, Peter Weiss, George Farquhar, Max Frisch und Sean O’Casey.
Seine Laufbahn als Theaterschauspieler umfasste ununterbrochen die 1950er, 60er, 70er und bis Anfang der 80er Jahre.

## Filmographie
- David und Lisa, USA, Spielfilm, 1962, als Simon
- The Patty Duke Show - Practise Makes Perfect, 1963, als Eddie Blake (Gastrolle)
- Making it in Hollywood, 1976, Folge 18, Dokumentation
- Nickelodeon, Spielfilm, USA, 1976, als Hecky
- Die Waltons - Das Gerücht, 1978, als Wilfried Brimmer, (Gastrolle)
- Flush, Spielfilm, USA, 1982
- Der Todesspringer, Fernsehfilm Deutschland, 1984, als Sohn reicher Eltern